# 法量神社
法量神社（ほうりょうじんじゃ）は青森県十和田市法量に鎮座する神社。鎮座地は小高い丘の上で法量集落を見渡し、眼下には田園等のどかな風景が広がる。

## 祭神
高龗神を祀る。

## 由緒
宝永5年（1708年）6月に創建された。明治6年（1873年）に奥瀬村（現十和田市奥瀬）の新羅神社に合祀されたが、同8年2月に復社して翌9年12月6日に無格社に列し、昭和11年（1936年）9月10日に村社に昇格した。